# Sadoroschje
Sadoroschje (russisch Задорожье, deutsch Mallenuppen, auch Malenuppen, 1938–1945 Gembern) ist ein Ort in der russischen Oblast Kaliningrad. Er gehört zur kommunalen Selbstverwaltungseinheit Munizipalkreis Osjorsk im Rajon Osjorsk.

## Geographische Lage
Sadoroschje liegt vier Kilometer nördlich der Rajonstadt Osjorsk (Darkehmen/Angerapp) an den hier gemeinsam verlaufenden Regionalstraßen 27A-043 (ex R517) von Tschernjachowsk (Insterburg) und 27A-025 (ex R508) von Gussew (Gumbinnen). Ein Bahnanschluss besteht nicht.

## Geschichte
Erstmals wurde Malunipis, auch Malunupu, 1557/1558 erwähnt, als Herzog Albrecht von Preußen Waldrodungen anordnete, um neue Siedlungen anlegen zu lassen. Im Jahre 1818 lebten 66 Menschen in Mallenuppen, 1863 108 und 1910 97.
In den Jahren 1874 bis 1945 gehörte Mallenuppen zum Amtsbezirk Gailboden im Kreis Darkehmen (1938–1945 Landkreis Angerapp) im Regierungsbezirk Gumbinnen der Preußens Provinz Ostpreußen. Am 30. September 1928 vergrößerte sich das Gebiet von Mallenuppen um die Gutsbezirke Gailboden (russisch nach 1945 zunächst Gurjewskoje), Ottoberg (Netschajewo) und Schaumburgsfelde (Stawropolskoje), die in die Landgemeinde eingegliedert wurden. In der so vergrößerten Gemeinde stieg die Einwohnerzahl bis 1933 auf 242 und 1939 auf 253. Am 3. Juni 1938, amtlich bestätigt am 16. Juli 1938, erhielt Mallenuppen den neuen Namen „Gembern“.
Infolge des Zweiten Weltkrieges kam der Ort mit der gesamten nordostpreußischen Region zur Sowjetunion. 1950 erhielt er den russischen Namen Sadoroschje und wurde dem Dorfsowjet Sadowski im Rajon Osjorsk zugeordnet. Zeitweise gehörte der Ort auch zu Bagrationowo. Von 2008 bis 2014 gehörte Sadoroschje zur Landgemeinde Krasnojarskoje, von 2015 bis 2020 zum Stadtkreis Osjorsk und seither zum Munizipalkreis Osjorsk.

## Kirche
Mallenuppen war vor 1945 kein Kirchdorf. Seine überwiegend evangelische Bevölkerung war in das Kirchspiel Darkehmen (1938–1946 Angerapp, seit 1946 Osjorsk) eingepfarrt, das zum gleichnamigen Kirchenkreis in der Kirchenprovinz Ostpreußen der Kirche der Altpreußischen Union gehörte. Die letzten deutschen Geistlichen waren die Pfarrer Johannes Gemmel und Helmut Passauer.
Während der Zeit der Sowjetunion war kirchliches Leben offiziell untersagt. In den 1990er Jahren bildeten sich in der Oblast Kaliningrad wieder vereinzelt evangelische Gemeinden, die sich zur Propstei Kaliningrad zusammenschlossen, die sich in die Evangelisch-Lutherische Kirche Europäisches Russland eingliederte.

### Carl-Blum-Haus
Der Initiative von Heye Osterwald, Pfarrer an der Salzburger Kirche in Gussew (Gumbinnen), später Propst in Kaliningrad ist die Entstehung eines Altenheims in Sadoroschje zu verdanken.
Als Gebäude konnte man die in den 1930er Jahren errichtete Schule herrichten, die bis 2003 als Kindergarten genutzt wurde. Verschiedene kirchliche Stellen aus Deutschland und Holland, aber auch viele Einzelpersonen unterstützen den Umbau finanziell und ideell, u. a. Heinz Hohmeister. Die Koordinierung übernahm Horst-Peter Boltz. Am 10. Juni 2006 fand die Eröffnung statt. Es ist das erste und immer noch einzige evangelische Altenheim im Gebiet der Propstei Kaliningrad und gehört zum Kirchenkreis Gussew. Hier finden nun auch Gottesdienste für Sadoroschje und Umgebung statt.
Das Haus wurde nach dem aus dem Kurland stammenden Pfarrer Carl Blum, dem späteren Propst der Propstei Wolga-Wiesenseite, benannt, dessen Predigtbücher besonders den Russlanddeutschen in der kommunistischen und zwangsweise pfarrerlosen Zeit in der Sowjetunion Richtschnur für ihre Gottesdienste war.

## Persönlichkeiten des Ortes
- Siegfried Matthus (* 13. April 1934 in Mallenuppen; † 27. August 2021 in Stolzenhagen), deutscher Komponist